# Struthanthus hoehnei
Struthanthus hoehnei är en tvåhjärtbladig växtart som beskrevs av Kurt Krause. Struthanthus hoehnei ingår i släktet Struthanthus och familjen Loranthaceae. Inga underarter finns listade i Catalogue of Life.